# زمانی (نام خانوادگی)
زمانی نام خانوادگی افراد زیر است:
- ابراهیم زمانی آشتیانی از پاورقی نویسان مشهور ایران
- مصطفی زمانی (بازیگر)
- علیرضا زمانی، عنکبوت شناس
- امیر زمانی‌فر، خبرنگار و نویسنده ایرانی
- حامد زمانی، خواننده ایرانی